# 1000-km-Rennen auf dem Nürburgring 1974

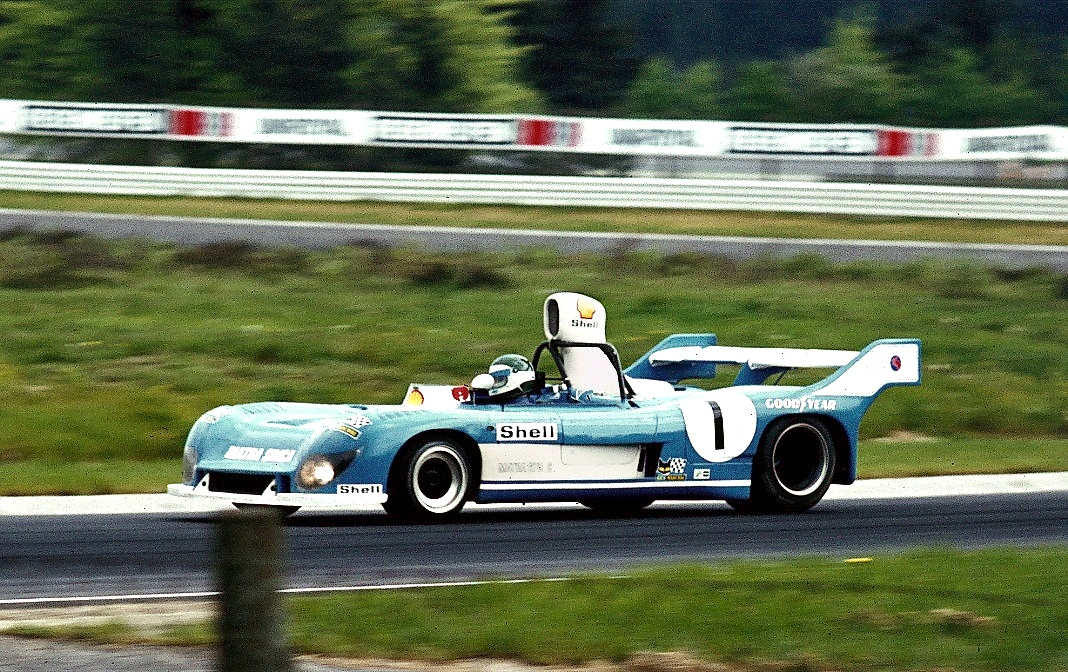
Jean-Pierre Jarier am Steuer des Matra-Simca MS670C bei der Ausfahrt aus der Südkehre

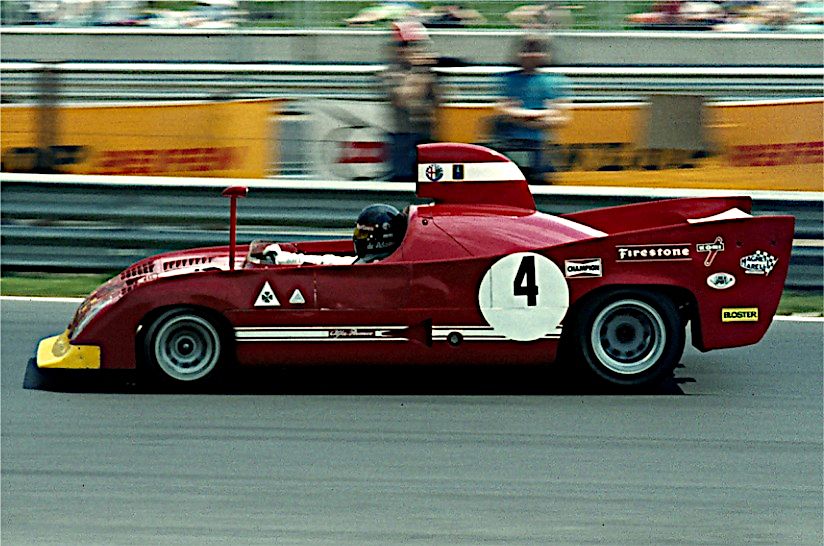
Andrea de Adamich im Alfa Romeo 33TT12 bei der Einfahrt in die Nordkehre; de Adamich beendete das Rennen mit Partner Carlo Facetti an der dritten Stelle der Gesamtwertung

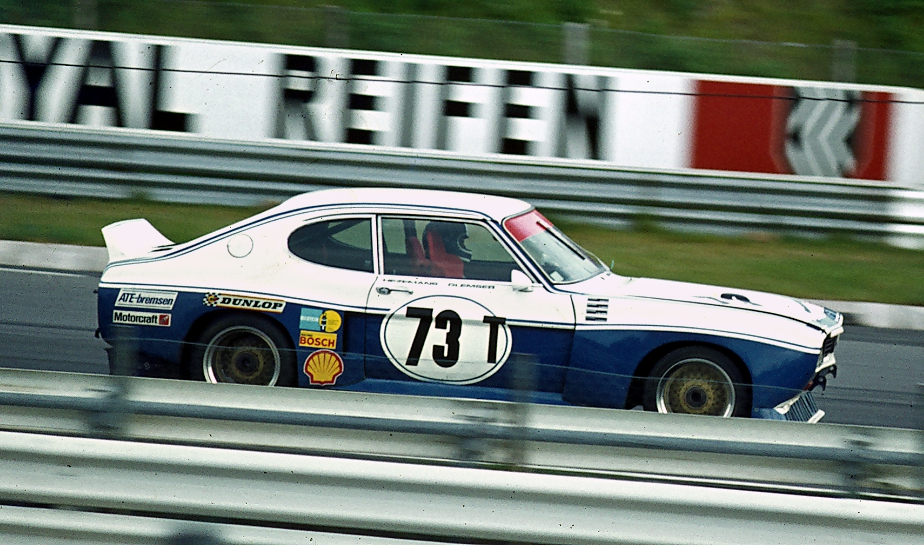
Dieter Glemser im Ford Capri auf dem Weg zum elften Rang in der Gesamtwertung und zum Klassensieg

Das 20.  1000-km-Rennen auf dem Nürburgring, auch ADAC 1000 km Rennen, Markenweltmeisterschaft, Nürburgring Nordschleife, fand am 19. Mai 1974 statt. Das Rennen war der dritte Wertungslauf der Sportwagen-Weltmeisterschaft dieses Jahres und der elfte Lauf der Deutschen Rennsport-Meisterschaft 1974.

## Vor dem Rennen
Das 1000-km-Rennen dieses Jahres auf der Nordschleife des Nürburgrings war die dritte Rennveranstaltung der Sportwagen-Weltmeisterschaft 1974. Das Eröffnungsrennen der Saison, das 1000-km-Rennen von Monza, war mit dem Gesamtsieg von Arturo Merzario und Mario Andretti im Autodelta-Alfa Romeo 33TT12 zu Ende gegangen. Zwei Wochen vor dem Rennen in der Eifel siegten Jean-Pierre Jarier und Jacky Ickx im Werks-Matra MS670 beim 1000-km-Rennen von Spa-Francorchamps.
Ickx war auch am Ring am Start, allerdings nicht für Matra, sondern für BMW. Nach dem Ende der Sportwagenaktivitäten bei Ferrari Ende 1973 hatte er keinen Jahresvertrag unterschrieben, sondern fuhr bei den Sportwagenrennen für unterschiedliche Teams. Da das Rennen am Nürburgring auch ein Wertungslauf der Deutschen Rennsportmeisterschaft war, meldeten sowohl BMW als auch Ford Deutschland Silhouetten-Tourenwagen. Die Wagen waren prominent besetzt. Partner von Ickx bei BMW war Hans-Joachim Stuck. Bei Ford waren neben den beiden Werksfahrern Dieter Glemser und Toine Hezemans auch die beiden Formel-1-Piloten Niki Lauda und Jochen Mass am Start. Das Engagement von Lauda zeigte den Unterschied von Motorsportverträgen in den 1970er-Jahren zur Situation in der Gegenwart. Lauda war 1974 Werksfahrer bei Ferrari und hatte wenige Wochen vor seinem Start am Nürburgring in Spanien seinen ersten Formel-1-Grand-Prix-gewonnen. In der Eifel ging er für Ford Deutschland, eine 100-%-Tochter der Ford Motor Company, an den Start. Ferrari war zu dieser Zeit schon im mehrheitlichen Besitz von Fiat. Heute wäre solch ein Vorgang unmöglich. Der Ferrari-Werksfahrer Felipe Massa hätte beim 6-Stunden-Rennen von São Paulo 2012 wohl kaum für Audi an den Start gehen können.
Nach einem vierten Platz im Monza und einem zweiten Gesamtrang in Spa kam die britische Gulf-Research-Mannschaft als Führender in der Markenweltmeisterschaft zum Nürburgring.

## Das Rennen
Im Qualifikationstraining erzielte Gérard Larrousse im Matra MS 670 die beste Trainingszeit. Die Zeit von 7.10,800 Minuten entsprach einem Schnitt von 190,822 km/h. Im Rennen gab von Anfang an der Jarier/Beltoise-Matra das Tempo vor. Bei Alfa Romeo erwies sich erneut Arturo Merzario als uneinsichtiger Langstreckenpilot. Im Vorjahr hatte er sich geweigert, sein Cockpit an Carlos Pace abzutreten. In diesem Jahr gab es ähnliche Schwierigkeiten, weil er seinen Teamkollegen Brian Redman zwei Runden auf den Wechsel warten ließ. Zuvor wäre er bei einem waghalsigen Überholmanöver beinahe mit Rolf Stommelen in einem weiteren Alfa Romeo 33TT12 kollidiert.
Siegreich in der Gesamtwertung blieben Jean-Pierre Jarier und Jean-Pierre Beltoise mit dem Vorsprung von einer Runde auf den Alfa Romeo von Stommelen und Carlos Reutemann.

## Ergebnisse

### Schlussklassement
| 1                  | S 3.0    | 1   | Equipe Gitanes             | Jean-Pierre Jarier Jean-Pierre Beltoise          | Matra-Simca MS670C     | 33 |
| 2                  | S 3.0    | 3   | Autodelta SpA              | Rolf Stommelen Carlos Reutemann                  | Alfa Romeo 33TT12      | 32 |
| 3                  | S 3.0    | 4   | Autodelta SpA              | Andrea de Adamich Carlo Facetti                  | Alfa Romeo 33TT12      | 32 |
| 4                  | S 3.0    | 7   | Gulf Research Racing       | James Hunt Vern Schuppan                         | Gulf GR7               | 32 |
| 5                  | S 3.0    | 2   | Equipe Gitanes             | Gérard Larrousse Henri Pescarolo                 | Matra-Simca MS670C     | 31 |
| 6                  | S 3.0    | 8   | Porsche System Engineering | Herbert Müller Gijs van Lennep                   | Porsche 911 Carrera    | 30 |
| 7                  | S 3.0    | 9   | Porsche System Engineering | Manfred Schurti Helmut Koinigg                   | Porsche 911 Carrera    | 30 |
| 8                  | S 2.0    | 26  | KVG Racing                 | John Hine Ian Grob                               | Chevron B23            | 30 |
| 9                  | S 3.0    | 5   | Autodelta SpA              | Arturo Merzario Brian Redman                     | Alfa Romeo 33TT12      | 29 |
| 10                 | S 2.0    | 24  | Societé Automobiles Alpine | Jean-Pierre Jabouille Patrick Depailler          | Alpine A441            | 29 |
| 11                 | T + 2.0  | 73T | Ford Deutschland           | Dieter Glemser Toine Hezemans                    | Ford Capri 3100 RS     | 29 |
| 12                 | GT + 1.6 | 45  | Gelo Racing                | Jürgen Barth John Fitzpatrick                    | Porsche 911 Carrera    | 29 |
| 13                 | GT + 1.6 | 41  | Robert Buchet              | Claude Ballot-Léna Bob Wollek                    | Porsche 911 Carrera    | 29 |
| 14                 | GT + 1.6 | 47  | Porsche Club Romand        | Claude Haldi Niki Bosch                          | Porsche 911 Carrera    | 29 |
| 15                 | S 2.0    | 21  | Chevron Cars               | Peter Gethin John Watson                         | Chevron B23            | 28 |
| 16                 | GT + 1.6 | 43  | Porsche Kremer Racing      | Paul Keller Willi Kauhsen                        | Porsche Carrera RSR    | 28 |
| 17                 | S 2.0    | 34  | Seiko                      | Christine Beckers Laurent Ferrier                | Chevron B23            | 28 |
| 18                 | GT + 1.6 | 46  | STP Sweden                 | Helmut Kelleners Anton Stocks                    | Porsche Carrera RSR    | 28 |
| 19                 | S 3.0    | 12  | Joest Racing               | Reinhold Joest Mario Casoni                      | Porsche 908/03         | 28 |
| 20                 | GT + 1.6 | 64  | Ennio Bonomelli            | Ennio Bonomelli Charles Geerearts                | Porsche Carrera RSR    | 28 |
| 21                 | GT + 1.6 | 52  | Porsche Kremer Racing      | Clemens Schickentanz Paul Keller                 | Porsche Carrera RSR    | 28 |
| 22                 | GT + 1.6 | 48  | Porsche Club Romand        | Bernard Chenevière Peter Zbinden                 | Porsche 911 Carrera    | 28 |
| 23                 | GT + 1.6 | 53  | Hartwig Bertrams           | Hartwig Bertrams Günter Steckkönig               | Porsche 911 Carrera    | 28 |
| 24                 | GT + 1.6 | 50  | Joseph Greger              | Joseph Greger Eberhard Sindel                    | Porsche 911 Carrera    | 28 |
| 25                 | S 2.0    | 28  | Dorset Racing Associates   | Tony Birchenhough Manrico Zanuso Brian Joscelyne | Lola T294              | 27 |
| 26                 | GT + 1.6 | 58  | Wolfgang Kauwertz          | Wolfgang Kauwertz Klaus Drees                    | Porsche 911 Carrera    | 27 |
| 27                 | GT + 1.6 | 57  | Hasselbecker Racing        | Horst Sasse Jürgen Konrad                        | Porsche 911 Carrera    | 27 |
| 28                 | GT + 1.6 | 58  | Max Moritz                 | Eckhard Schimpf Werner Christmann                | Porsche 911 Carrera    | 27 |
| 29                 | GT + 1.6 | 60  | Sixtant Racing             | Horst Godel Dieter Franke                        | Porsche Carrera RSR    | 26 |
| 30                 | GT + 16  | 61  | Gante Racing               | John Rulon-Miller Frank Lampe                    | Porsche Carrera RSR    | 24 |
| 31                 | S 2.0    | 32  | James Bell                 | Ian Harrower Ian Bracey                          | Chevron B19            | 24 |
| 32                 | S 2.0    | 35  | Michel Dupont              | Michel Dupont Daniel Brillat                     | Chevron B23/26         | 23 |
| Ausgefallen        |          |     |                            |                                                  |                        |    |
| 33                 | S 2.0    | 22  | Chevron Cars               | John Lepp John Burton                            | Chevron B26            | 22 |
| 34                 | GT + 1.6 | 56  | Max Moritz                 | Reinhard Stenzel Ove Andersson                   | Porsche 911 Carrera    | 19 |
| 35                 | GT + 1.6 | 54  | Kuberol Racing             | Bengt Ekberg Roland Larsson                      | Porsche Carrera RSR    | 14 |
| 36                 | S 3.0    | 6   | Gulf Research Racing       | Derek Bell Mike Hailwood                         | Gulf GR7               | 12 |
| 37                 | S 3.0    | 16  | Kurt Hild                  | Manfred Anspann Kurt Hild                        | KMW SP390              | 9  |
| 38                 | S 2.0    | 20  | Viktor                     | Olof Wijk Tommy Brorsson                         | Astra RNR1             | 9  |
| 39                 | S 2.0    | 27  | Lola Cars                  | Martin Raymond Tony Goodwin                      | Lola T294              | 9  |
| 40                 | GT + 1.6 | 55  | Kuberol Racing             | Roland Larsson Kurt Simonsen                     | Porsche Carrera RSR    | 9  |
| 41                 | GT + 1.6 | 52  | Anton Fischhaber           | Anton Fischhaber Dieter Schmied                  | Porsche Carrera RSR    | 8  |
| 42                 | GT + 1.6 | 59  | Jolly Club                 | Giorgio Schön Giovanni Borri                     | Porsche Carrera RSR    | 8  |
| 43                 | T + 2.0  | 72  | Ford Deutschland           | Jochen Mass Niki Lauda                           | Ford Capri 3100RS      | 8  |
| 44                 | S 2.0    | 33  | Ecurie Ecosse              | Robin Smith Richard Robarts                      | Chevron B23            | 7  |
| 45                 | S 2.0    | 23  | Chevron Cars               | Peter Long Willi Deutsch                         | Chevron B23            | 6  |
| 46                 | S 2.0    | 37  | Jörg Obermoser Racing      | Jörg Obermoser Dieter Basche                     | Toj SS02               | 6  |
| 47                 | T + 2.0  | 77  | Bendens                    | „Heinz Werner“ Karl-Heinz Tibor                  | BMW 3.0CSL             | 6  |
| 48                 | S 2.0    | 40  | Berga Batterien            | Helmut Bross Freddy Kottulinsky                  | Lola T290              | 5  |
| 49                 | P 2.0    | 14  | Roland Heiler              | Paul Blancpain Knut-Holger Lehman                | Porsche 908/03         | 4  |
| 50                 | T + 2.0  | 71  | BMW Motorsport             | Hans-Joachim Stuck Jacky Ickx                    | BMW 3.0CSL             | 3  |
| 51                 | S 2.0    | 29  | Pete Smith                 | Pete Smith Paolo Monti                           | Chevron B23            | 1  |
| 52                 | GT + 1.6 | 44  | Gelo Racing                | Georg Loos John Fitzpatrick                      | Porsche Carrera RSR    | 1  |
| Nicht gestartet    |          |     |                            |                                                  |                        |    |
| 53                 | GT + 1.6 | 62  | Herbert Müller             | Heinrich Keller Rudi Eggenberger                 | De Tomaso Pantera      | 1  |
| 54                 | T + 2.0  | 75  | BMW Alpina                 | Harald Ertl Huub Vermeulen                       | BMW 3.0CSL             | 2  |
| 55                 | T 2.0    | 82  | BMW Alpina                 | Thomas Betzler Harald Ertl                       | BMW 3.0CSL             | 3  |
| Nicht qualifiziert |          |     |                            |                                                  |                        |    |
| 56                 | S 3.0    | 17  | Bernd Seidler              | Bernd Seidler Klaus-Peter Reichle                | GLS BS910              |    |
| 57                 | S 2.0    | 36  | Walter Proebst             | Walter Proebst Hans Deffland                     | Porsche 907            |    |
| 58                 | GT + 1.6 | 66  | Kent Racing                | Roland de Jamblinne Baudoin van der Rest         | Alpine A110            |    |
| 59                 | T + 2.0  | 70  | Robert Eberhardt           | Robert Eberhardt Heinrich Keller                 | Chevrolet Camaro       |    |
| 60                 | T 2.0    | 83  | Balafre Lancome            | Lothar Wagner Eckard Babendererde                | BMW 2002TI             |    |
| 61                 | T 2.0    | 84  | Schnitzer Motorsport       | Heinrich Hirth Ulrich Schneider                  | BMW 2002TI             |    |
| 62                 | T 2.0    | 86  | Freiburger Motorsportclub  | Hannes Pennartz Peter Schuh                      | BMW 2002TI             |    |
| 63                 | T 2.0    | 87  | Walter Prüser              | Walter Prüser Peter Sieben                       | BMW 2002               |    |
| 64                 | T 2.0    | 88  | Wolfgang Diemendaal        | Wolfgang Diemendaal Karl-Josef Römer             | BMW 2002TI             |    |
| 65                 | T 2.0    | 90  | Siegler Renngemeinschaft   | Wilfried Schmitz                                 | BMW 2002TI             |    |
| 66                 | T 2.0    | 91  | Heinz Schaltinat           | Rudolf Strobl Heinz Schaltinat                   | Alfa Romeo Giulia GTAm |    |

1 nicht gestartet
2 nicht gestartet
3 nicht gestartet

### Nur in der Meldeliste
Hier finden sich Teams, Fahrer und Fahrzeuge, die ursprünglich für das Rennen gemeldet waren, aber aus den unterschiedlichsten Gründen daran nicht teilnahmen.
| Pos. | Klasse   | Nr. | Team                           | Fahrer                                    | Chassis             |
| ---- | -------- | --- | ------------------------------ | ----------------------------------------- | ------------------- |
| 67   | S 3.0    | 10  | Automobiles Ligier             | Guy Chasseuil Michel Leclère              | Ligier JS2          |
| 68   | S 3.0    | 11  | Automobiles Ligier             | Jacques Laffite Alain Serpaggi            | Ligier JS2          |
| 69   | S 3.0    | 15  | Giorgio Pianta                 | Giorgio Pianta Pino Pica                  | Lola T282           |
| 70   | S 2.0    | 25  | Guy Edwards                    | Guy Edwards Richard Robarts               | Lola T204           |
| 71   | S 2.0    | 30  | Scorpion                       | Mário de Araújo Cabral José Luis da Silva | Chevron B26         |
| 72   | S 2.0    | 31  | Escuderia Montjuich            | Roger Heavens José Juncadella             | Lola T294           |
| 73   | S 2.0    | 38  | John Blanckley                 | John Blanckley Hervé LeGuellec            | Scorpion JB5        |
| 74   | S 2.0    | 39  | Bretscher Racing               | Silvio Moser                              | Lola T294           |
| 75   | GT + 1.6 | 49  | Josef Brambring                | Josef Brambring Willi Deutsch             | Porsche Carrera RSR |
| 76   | GT + 1.6 | 63  | Citta dei Mille                | Maurice Dantinne Maurice Lenaif           | De Tomaso Pantera   |
| 77   | GT + 1.6 | 65  | Palladio                       | Girolamo Capra                            | Porsche Carrera     |
| 78   | T + 2.0  | 74  | BMW Alpina                     | Harald Ertl                               | BMW 3.0CSL          |
| 79   | T +2.0   | 76  | BMW Alpina                     |                                           | BMW 3.0CSL          |
| 80   | T + 2.0  | 78  | Mayen Automobil Club           | Axel-Rainer Houben Michael Prym           | BMW 3.0CSL          |
| 81   | T 2.0    | 81  | Langenfeld Motor Sport Club    | Ingo Peters                               | Ford Escort         |
| 82   | T 2.0    | 85  | Mayen Automobil Club           | Horst Bonefeld Michel Franz               | BMW 2002            |
| 83   | T 2.0    | 89  | Matthes Racing                 | Jörg Denzel Peter Henner Merz             | BMW 2002            |
| 84   | T 2.0    | 92  | Kölner Sportfahrergemeinschaft | Hartmut Kautz                             | Ford Escort         |

### Klassensieger
| Klasse                    | Fahrer             | Fahrer               | Fahrzeug            | Platzierung im Gesamtklassement |
| ------------------------- | ------------------ | -------------------- | ------------------- | ------------------------------- |
| Sportwagen bis 3000 cm³   | Jean-Pierre Jarier | Jean-Pierre Beltoise | Matra-Simca MS670C  | Gesamtsieg                      |
| Sportwagen bis 2000 cm³   | John Hine          | Ian Grob             | Chevron B23         | Rang 8                          |
| GT über 1600 cm³          | Jürgen Barth       | John Fitzpatrick     | Porsche 911 Carrera | Rang 12                         |
| Tourenwagen über 2000 cm³ | Dieter Glemser     | Toine Hezemans       | Ford Capri RS 3.4   | Rang 11                         |

### Renndaten
- Gemeldet: 84
- Gestartet: 52
- Gewertet: 32
- Rennklassen: 4
- Zuschauer: unbekannt
- Wetter am Renntag: warm und trocken
- Streckenlänge: 22,835 km
- Fahrzeit des Siegerteams: 4:07:24,100 Stunden
- Gesamtrunden des Siegerteams: 33
- Gesamtdistanz des Siegerteams: 753,555 km
- Siegerschnitt: 182,753 km/h
- Pole Position: Gérard Larrousse – Matra-Simca MS670C (#2) – 7.10.800 – 190,822 km/h
- Schnellste Rennrunde: Jean-Pierre Jarier – Matra-Simca MS670C (#1) - 7.15.900 - 188,589 km/h
- Rennserie: 3. Lauf zur Sportwagen-Weltmeisterschaft 1974
- Rennserie: 9. Lauf zur Deutschen Rennsport-Meisterschaft 1974